# Procambarus econfinae
Procambarus econfinae (tiếg Anh Panama City crayfish) là một loài tôm sông trong họ Cambaridae. Nó là loài đặc hữu chỉ được tìm thấy quanh Panama, Florida, và được xếp vào danh sách các loài bị đe dọa trong sách Đỏ.